# Fredrik Kugelberg (militär)
Fredrik Kugelberg, född den 20 november 1839 i Ljungarums församling, Jönköpings län, död den 8 oktober 1907 i Karlskrona, var en svensk militär. 
Kugelberg blev underlöjtnant vid Jönköpings regemente 1858, löjtnant 1860, kapten 1874, major vid Smålands grenadjärkår 1887 och överstelöjtnant vid Södra skånska infanteriregementet 1892. Han var överste och chef för Kalmar regemente 1895–1902. Kugelberg blev riddare av Svärdsorden 1879, kommendör av andra klassen av samma orden 1898 och kommendör av första klassen 1902. Han vilar på Ljungarums kyrkogård i Jönköping.